# 23937 Delibes
23937 Delibes este un asteroid din centura principală de asteroizi.

## Descriere
23937 Delibes este un asteroid din centura principală de asteroizi. A fost descoperit pe 15 octombrie 1998 la Caussols, în cadrul proiectului ODAS. Asteroidul prezintă o orbită caracterizată de o semiaxă mare de 2,33 ua, o excentricitate de 0,10 și o înclinație de 5,0° în raport cu ecliptica.